# Michael Wadleigh
Michael Wadleigh (Akron, Ohio 1939. szeptember 24. –) amerikai filmrendező, operatőr, híres az úttörő Woodstocki fesztiválról forgatott 1970-es filmje.

## Pályafutása
Filmoperatőrként a húszas éveiben kezdett dolgozni, alacsony költségvetésű-, Amerikai független filmeket készített, mint az 1967-es David Holtzman naplóját. Pénzt szerzett a munkái után a kritikusoktól, akik a független és underground filmekre szakosodtak, de azok a filmek, amik elsősorban az ellenkultúra közönségét célozták, nem hoztak bevételt számára.
1969 áprilisától májusáig vállalta dokumentálását egy hatalmas rock fesztiválnak, a New York-i Woodstock környékén augusztus 15. és 18. között megrendezett Woodstocki fesztiválnak.
Több mint ezer teker filmmel és kamerás operatőrökkel érkezett Bethelbe. A több hónapos munka 184 perces filmet eredményezett a szerkesztések után. A Warner Bros a film elsődleges pénzügyi támogatója 1970. március 26-án adta ki. A 600,000 amerikai dollárú költségvetésű filmből 50 millió amerikai dollár bevételt hozott az Amerikai Egyesült Államokban és több milliót külföldön, de köszönhetően a Warner Bros-szal kötött komplikált megegyezés miatt Michael Wadleigh csak a profit kis százalékát kapta. A Woodstocki fesztiválról készült film mérföldkő a dokumentumfilm gyártásban, 1971-ben díjat nyert dokumentumfilm lett a Woodstock film az Oscar-díj gálán.
Janis egy 1974-es kanadai dokumentumfilm, ami Janis Joplinról szól. Wadleigh, mint operatőr elismerést szerzett, az ő archív felvétele miatt, de 11 évvel a Woodstock film után kapott elismerést, mielőtt megkapta a következő és egyben utolsó rendezői bizalmat a Wolfen című filmhez. Az 1981-es horrorfilm phantasmagoria Whitley Strieber A farkasszerű műve alapján készült.
Elismerték a feltűnő vizuális minőség miatt, de annak ellenére, hogy egy remek sztár Albert Finney szerepelt benne, kiderült, hogy már túl szokatlan a nagyközönség számára és a jelentős bevétel elmaradt.
1994 augusztusában 24 évvel az eredeti bemutatót követően, a 228 perces verziót elkészítette. A következő Woodstocki fesztiválon alapuló filmje a Jimi Hendrixet bemutató dokumentumfilm, a Jimi Hendrix élőben Woodstockon. Ezzel is nyomot hagyott a filmes szakmában.
Michael Wadleigh a Harvard Egyetem professzora. A Columbia Egyetemen két diplomát szerzett, fizikából és orvostudományból diplomázott.